# Helmut Hild
Helmut Hild (* 23. Mai 1921 in Weinbach; † 11. September 1999 in Darmstadt) war ein evangelischer Theologe und von 1969 bis 1985 Kirchenpräsident der Evangelischen Kirche in Hessen und Nassau.

## Werdegang

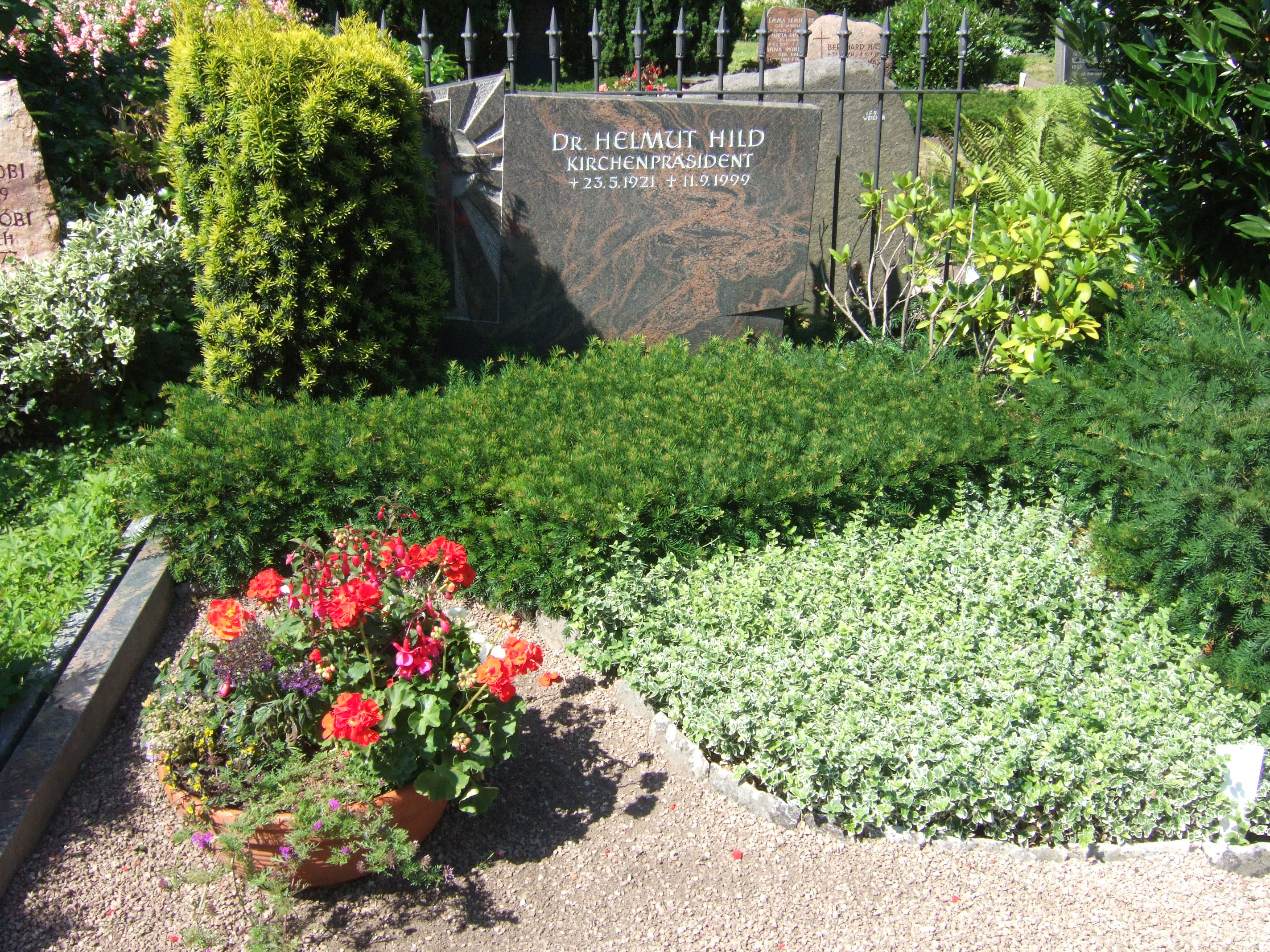
Grab von Helmut Hild auf dem Alten Friedhof in Darmstadt

Hild war Soldat im Zweiten Weltkrieg, so dass er erst 1946 sein Studium der evangelischen Theologie an der Philipps-Universität Marburg beginnen konnte. 1951 wurde er Pfarrverweser und später Pfarrer in Westerburg und ab 1957 in Frankfurt am Main. 1960 berief ihn die Evangelische Kirche in Hessen und Nassau zum ersten hauptamtlichen Öffentlichkeitspfarrer. 1964 übernahm er den Vorsitz des Frankfurter Evangelischen Gemeindeverbandes und war zugleich Pfarrer an der Luthergemeinde.
1969 wurde Hild von der Synode der Evangelischen Kirche in Hessen und Nassau als Nachfolger von Wolfgang Sucker, der im Dezember 1968 verstorben war, zum Kirchenpräsidenten gewählt. 1973 wurde Hild zugleich in den Rat der Evangelischen Kirche in Deutschland gewählt, wo er stellvertretender Vorsitzender war. Im November 1976 wurde er als Kirchenpräsident wiedergewählt. 1985 ging er in den Ruhestand. Die Landessynode wählte deshalb Helmut Spengler zu seinem Nachfolger. Hild übernahm jedoch ab 1985 eine neue ehrenamtliche Aufgabe als Vorsitzender des Gemeinschaftswerkes der Evangelischen Publizistik in Frankfurt am Main.
Hild verstarb im September 1999. Er wurde auf dem Alten Friedhof in Darmstadt bestattet. Heute trägt das „Haus der Bücher“ (Zentralarchiv und Zentralbibliothek der EKHN in der Darmstädter Ahastraße) seinen Namen.

## Ehrungen
Hild erhielt 1974 das Ehrendoktorat der Christlichen Theologischen Akademie Warschau. Er war ferner Träger des Großen Bundesverdienstkreuzes mit Stern, der Ehrenplakette der Stadt Frankfurt am Main, des Hessischen Verdienstordens und des Verdienstordens der Republik Polen (Komturkreuz).